# Serie Nacional de Béisbol 1963-1964
La tercera Serie Nacional de Béisbol de Cuba terminó con el segundo título consecutivo para Industriales.

## Posiciones
| Equipo       | JJ | JG | JP | AVE  | Dif |
| ------------ | -- | -- | -- | ---- | --- |
| Industriales | 35 | 22 | 13 | .629 | -   |
| Oriente      | 36 | 18 | 18 | .500 | 4½  |
| Occidentales | 36 | 17 | 19 | .472 | 5½  |
| Azucareros   | 35 | 14 | 21 | .400 | 8   |